# 東電ピーアール
東電ピーアール株式会社（とうでんピーアール、英: TEPCO PUBLIC RELATIONS CO., LTD.）は、かつて存在した東京電力の完全子会社。東京電力のPR施設の運営などを行っていたが、2011年に解散した。

## 事業内容
1984年4月に設立され、東京・渋谷の電力館や火力・水力発電所見学者向け施設、支店併設のオール電化ショールーム「Switch! Station」など、東京電力管内28か所のPR施設の運営を通じて電力に関する知識の普及やオール電化の推進に取り組んできた。
2011年3月に発生した福島第一原子力発電所事故の賠償資金捻出などのため、PR施設は同年5月末までに全て閉鎖される。東京電力は同年6月14日に、東電ピーアールを2011年7月末までに解散する方針を決定し、同年11月に清算終結となった。

## 運営していた施設

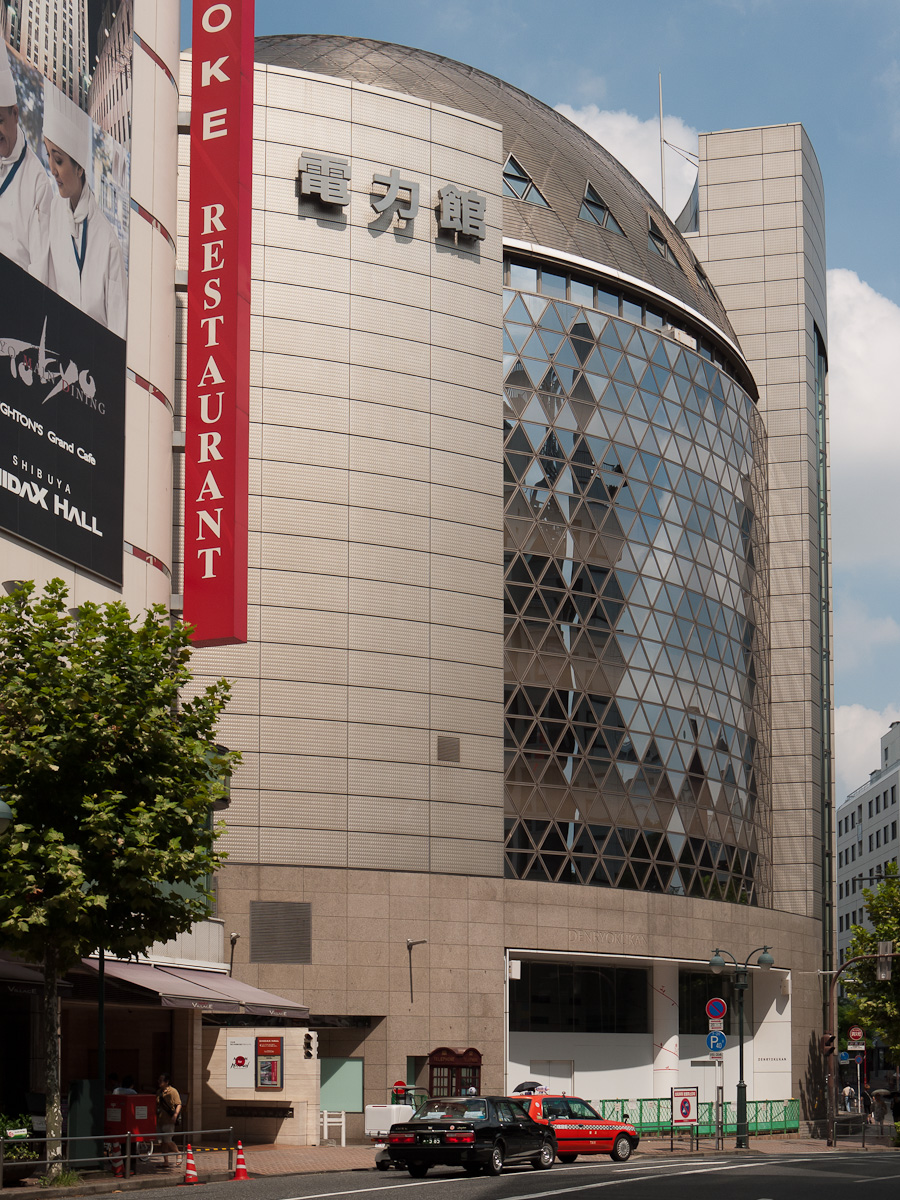
電力館

都市型のPR施設
※電気の史料館は東京電力直轄で運営している。
- 電力館
- TEPCO銀座館 （休館前のキャッシュページ）
- TEPCO浅草館 （休館前のキャッシュページ）
- Switch! Station（22カ所） - オール電化提案・体感型のショールーム
- TEPCO SONIC（2009年閉館、2010年Switch! Stationへ転換）

発電所敷地内・近接のPR施設

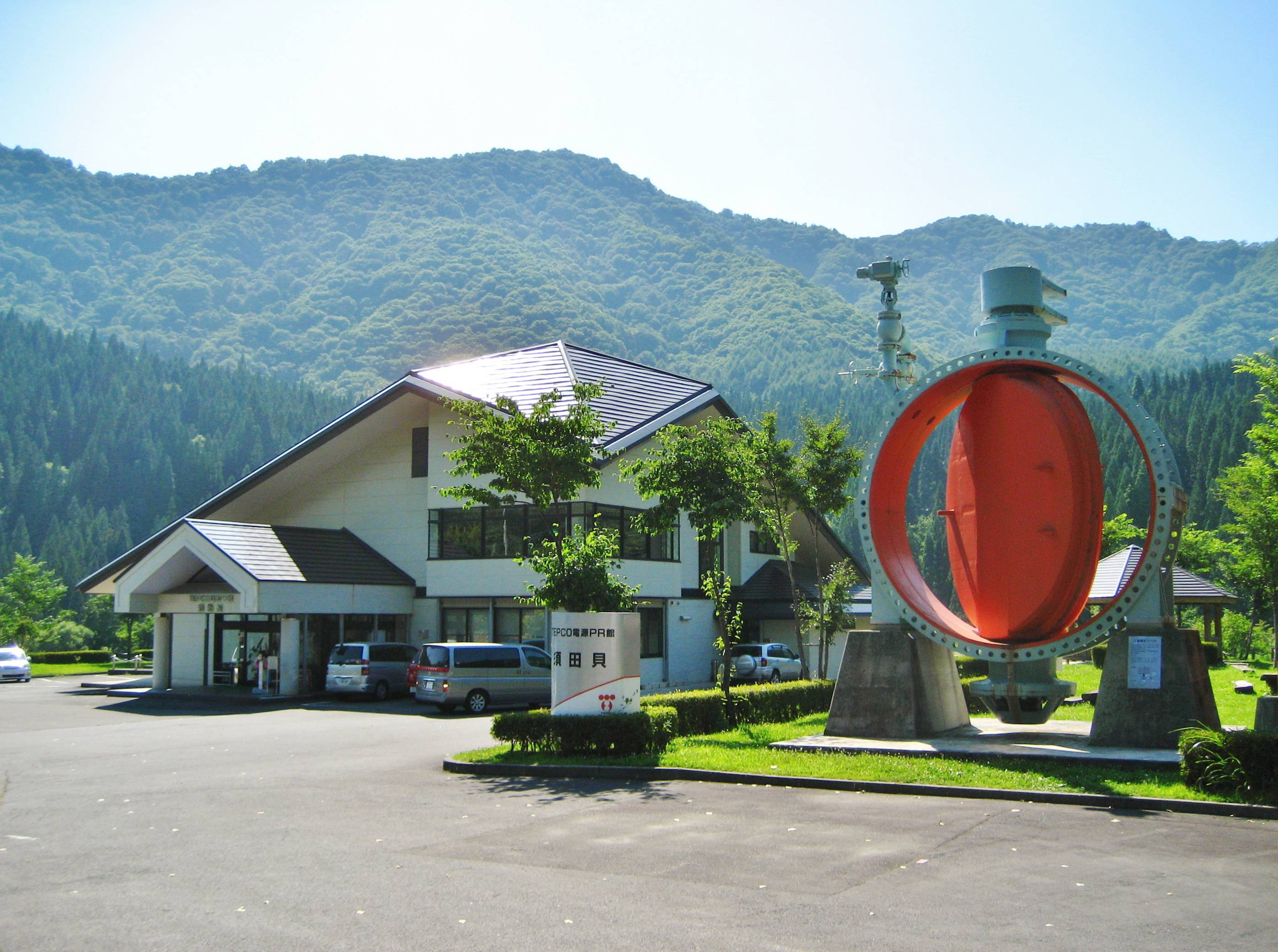
TEPCO電源PR館・奥利根（玉原発電所傍） （休館前のキャッシュページ）
- 高瀬川テプコ館（休館前のキャッシュページ）
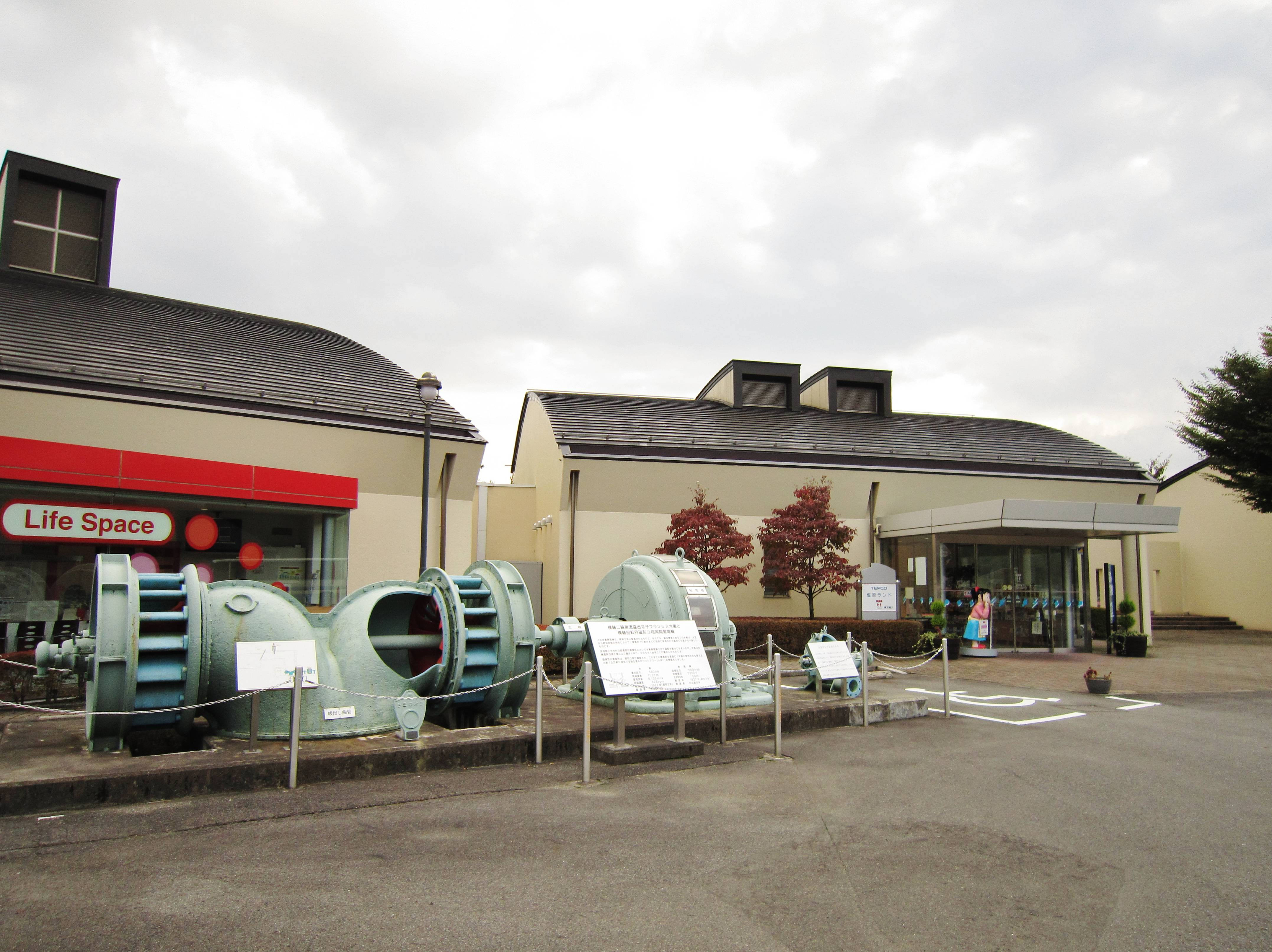
TEPCO GEO E SiTE 神流川 （休館前のキャッシュページ）
- TEPCO鬼怒川ランド（栗山ダム・今市ダム傍）（休館前のキャッシュページ）
- TEPCO葛野川PR館 （休館前のキャッシュページ）
- TEPCO塩原ランド（八汐ダム傍） （休館前のキャッシュページ）
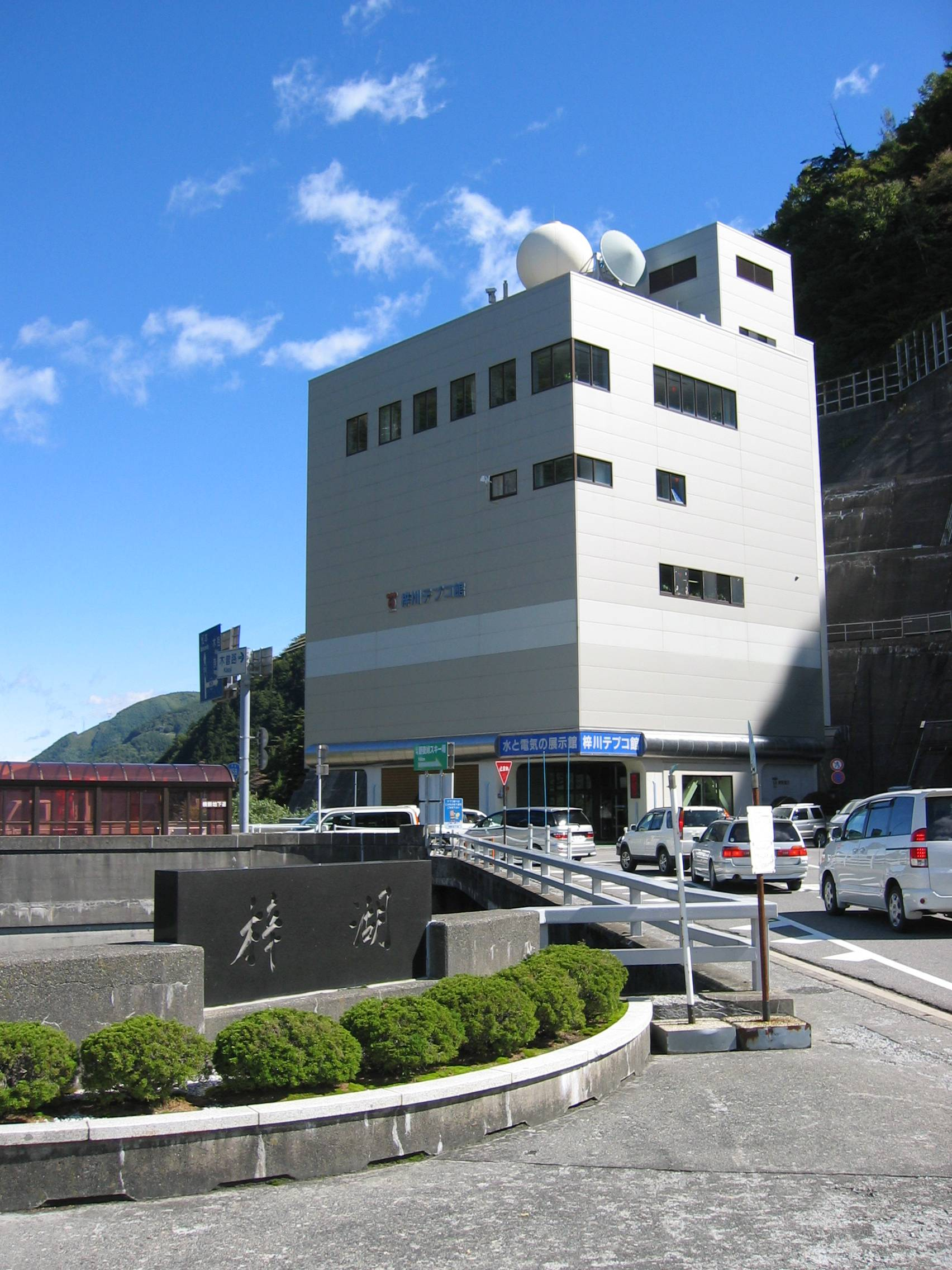
梓川テプコ館（安曇発電所傍） （休館前のキャッシュページ）
- TEPCO新エネルギーパーク （休館前のキャッシュページ）
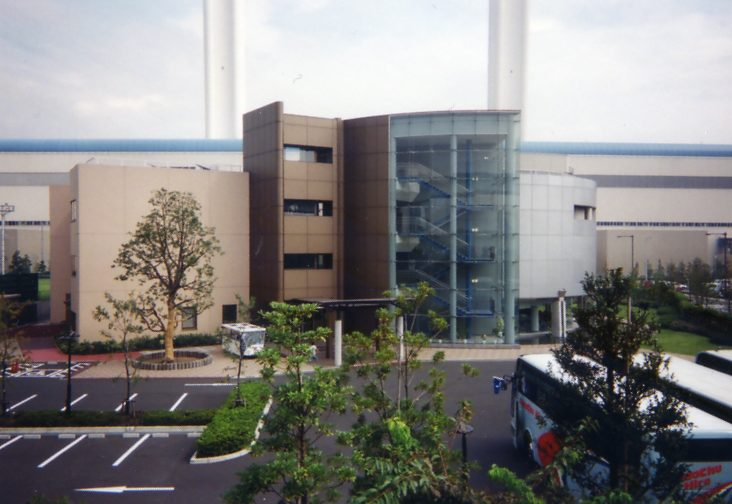
トゥイニー・ヨコハマ （休館前のキャッシュページ）

- TEPCO電源PR館・須田貝
- TEPCO塩原ランド
- 梓川テプコ館
- トゥイニー・ヨコハマ